# Бабогло, Владислав Витальевич
Владисла́в Вита́льевич Бабо́гло (укр. Владислав Віталійович Бабогло; род. 14 ноября 1998, Копчак, Гагаузия) — украинский и молдавский футболист, защитник львовских «Карпат» и сборной Молдовы.

## Клубная карьера
Родился 14 ноября 1998 года в Молдавии. Воспитанник академии одесского «Черноморца». Первый тренер — С. Т. Семенов. В детско-юношеской футбольной лиге Украины за одесситов выступал с 2011 по 2015 год.
В феврале 2015 года стал игроком «Черноморца». В сезоне 2014/15 дебютировал в чемпионате Украины среди юношеских команд, а спустя два года — в молодёжном первенстве страны.
Летом 2017 года перешёл в «Александрию», где первоначально играл за дубль. В январе 2018 года главный тренер Владимир Шаран взял Бабогло на сборы в Турцию вместе с основным составом. Дебют в Премьер-лиге Украины для футболиста состоялся 17 февраля 2018 года в матче против каменской «Стали» (0:2). В сезоне 2018/19 команда завоевала бронзовые награды чемпионата Украины и получила право сыграть в еврокубках. Бабогло сыграл в трёх матчах группового турнира Лиги Европы против «Сент-Этьена» (1:1), «Вольсбурга» (0:1) и «Гента» (1:2).

## Карьера в сборной
В мае 2013 года выступал за юношескую сборную Украины до 17 лет, принимавшую участие в турнире УЕФА «Развитие» в Минске.
В составе молодёжной сборной Украины дебютировал 21 марта 2019 года в товарищеском матче против Эстонии (0:0). Вместе с командой стал победителем турнира памяти Валерия Лобановского 2019 года. По итогам отборочного турнира на чемпионат Европы среди молодёжных команд 2021 года Украина не сумела выйти в основной раунд турнира, а Бабогло в рамках квалификации принял участие в трёх матчах и отличился одним забитым голом.

## Достижения
«Александрия»
- Бронзовый призёр чемпионата Украины: 2018/19

«Карпаты» (Львов)
- Серебряный призёр Первой лиги Украины: 2023/24

## Статистика
| Сезон   | Клуб        | Лига                 | Чемпионат | Чемпионат | Кубок | Кубок | Еврокубки | Еврокубки | U-21 | U-21 | U-19 | U-19 |
| Сезон   | Клуб        | Лига                 | Игры      | Голы      | Игры  | Голы  | Игры      | Голы      | Игры | Голы | Игры | Голы |
| ------- | ----------- | -------------------- | --------- | --------- | ----- | ----- | --------- | --------- | ---- | ---- | ---- | ---- |
| 2014/15 | Черноморец  | Премьер-лига Украины |           |           |       |       | —         | —         |      |      | 6    | 0    |
| 2015/16 | Черноморец  | Премьер-лига Украины |           |           |       |       | —         | —         |      |      | 22   | 2    |
| 2016/17 | Черноморец  | Премьер-лига Украины |           |           |       |       | —         | —         | 3    | 0    | 18   | 0    |
| 2017/18 | Александрия | Премьер-лига Украины | 3         | 0         |       |       |           |           | 28   | 2    |      |      |
| 2018/19 | Александрия | Премьер-лига Украины | 12        | 1         | 1     | 0     | —         | —         | 7    | 0    |      |      |
| 2019/20 | Александрия | Премьер-лига Украины | 18        | 2         | 1     | 0     | 3         | 0         |      |      |      |      |
| 2020/21 | Александрия | Премьер-лига Украины | 10        | 0         | 1     | 0     | —         | —         |      |      |      |      |